# 有病割合
有病割合（ゆうびょうわりあい、英語: Prevalence、Prevalence proportion）は、集団における疾病の静的な頻度をあらわす指標の一つである。疫学において有病割合は、以下のように算出される。疫学では過去の経緯から有病割合と表現せずに、有病率（ゆうびょうりつ、Prevalence rate または単にPrevalence）という。
- 有病割合＝有病数／疾患の危険性を有する観察母集団の大きさ

ここで有病数は、ある指定された時点における所与の人口集団内で特定の疾病や健康状態を有するものの数。母集団の大きさは、その時点でその疾病や健康状態を有する可能性を持っている暴露人口である。英語で同じ表記である、有病数（Prevalence）とは異なる概念である。本指標の単位は、無次元である。値は0から1の間の実数であらわされるため、百分率で表されることもある。

## 背景
疫学では、生物集団における疾病の流行状態を扱う。集団としての性質を量的に表現するため、率や割合、比といった概念が数学より導入され、基本的資料として頻繁に利用されるようになった。

## 特徴
- 個人が健康であるか疾病であるかには、明確な境界があるわけではない。集団における疾病の頻度を表現するための指標は、比較のための資料という意味合いが強い。
- 有病割合を利用した研究に断面研究がある。
- 比較可能性を確保する場合、年齢構成などを考慮し、基準有病割合との比を利用する。
- 疾病の頻度を動的にあらわす発生率（速度）とは異なり、静的（無次元）な頻度をあらわしている。
- 極めて希な疾病の頻度を表現する場合は、発生数、有病数が利用される。
- 定義によれば、疾病の重症度の分布については表現されていない。
- 地域ごとの疾病割合を確認し比較あるいは疾病地図を作成することで、疾病の地理的傾向を把握することができる。
- 有病数という変数は、罹患の有無の集積である。このことから、さまざまな集団における有病割合の分布は、有病割合の高い場合は正規分布に、有病割合の低い場合はポアソン分布に近似される。
- 統計学の応用により、母集団の一部について調べるだけで、全体の有病割合を推測できることが知られている。これは多くの疫学調査の物質的時間的な資源の節約に応用されている。

## 疫学における有病率
過去の経緯から 疫学においては，有病割合と呼ばず有病率(Prevalence rateまたは紛れの無い場合は単にPrevalence。これはPrevalenceが有病数と訳される場合もあるからである)と呼ばれる。
これは以下で定義される。
{\displaystyle Prevalence\ rate={\frac {a}{b}}(\times 10^{n})}
a：ある一時点における疾患を有する人の数
b: 観測する対象のリスクを抱える母集団の大きさ

但し，リスクを抱える母集団を正確に把握することが困難なために調査地区の全人口がその近似値として用いられる。
n: 一般的な行政統計では，1000人(n=3)当たり または 10万人(n=5)当たりの有病率で表現する
ために一定の定数をかける。
| 有病率上昇要因 | 有病率低下要因 |
| - 罹患期間が長い - 治癒率，致死率が低い - 患者の（他地域からの）流入 - 新規患者の増加 - 健常者の流出 - 診断機会の増加 報告の増加 | - 罹患期間が短い - 治癒率，致死率が高い - 患者の（他地域からの）流出 - 新規患者の減少 - 健常者の流入 - 診断機会の減少(限定） - 医療体制の不備 |

### 粗罹患率と年齢調整罹患率
年齢ともに罹患率が大きく異なる疾病に関しては，年齢構成が大きく異なる２つの集団
の罹患率を単純に比較することは好ましいとは言えない。
具体例としては，がんなどである。このような場合，前述定義の罹患率（以後 粗罹患率）
では，高齢者が多い集団は高齢者が少ない集団よりがんの粗罹患率が高くなる。
そのため，仮に２つの集団の粗罹患率に差があっても，その差が真の罹患率の差なのか，
単に年齢構成の違いによる差なのかの区別がつかない。
そこで年齢化級別に罹患率を計算し，基準となる集団の年齢構成（基準人口 国内では通例
昭和60年（1985年）モデル人口 ）に合わせて各年齢階級別の重みづけ和で計算するのが，
年齢調整罹患率( Age-adjusted Incidence Rate)である。
{\displaystyle Ageadjusted\ Incidence\ Rate=\Sigma _{i}}年齢階級{\displaystyle w_{i}\times }粗年齢階級別の罹患率
経年変化とともに構成年齢階層が変化する場合，
罹患率の経年変化等を見る時は，年齢調整罹患率でみる必要があることある。